# Otto Fahlbusch

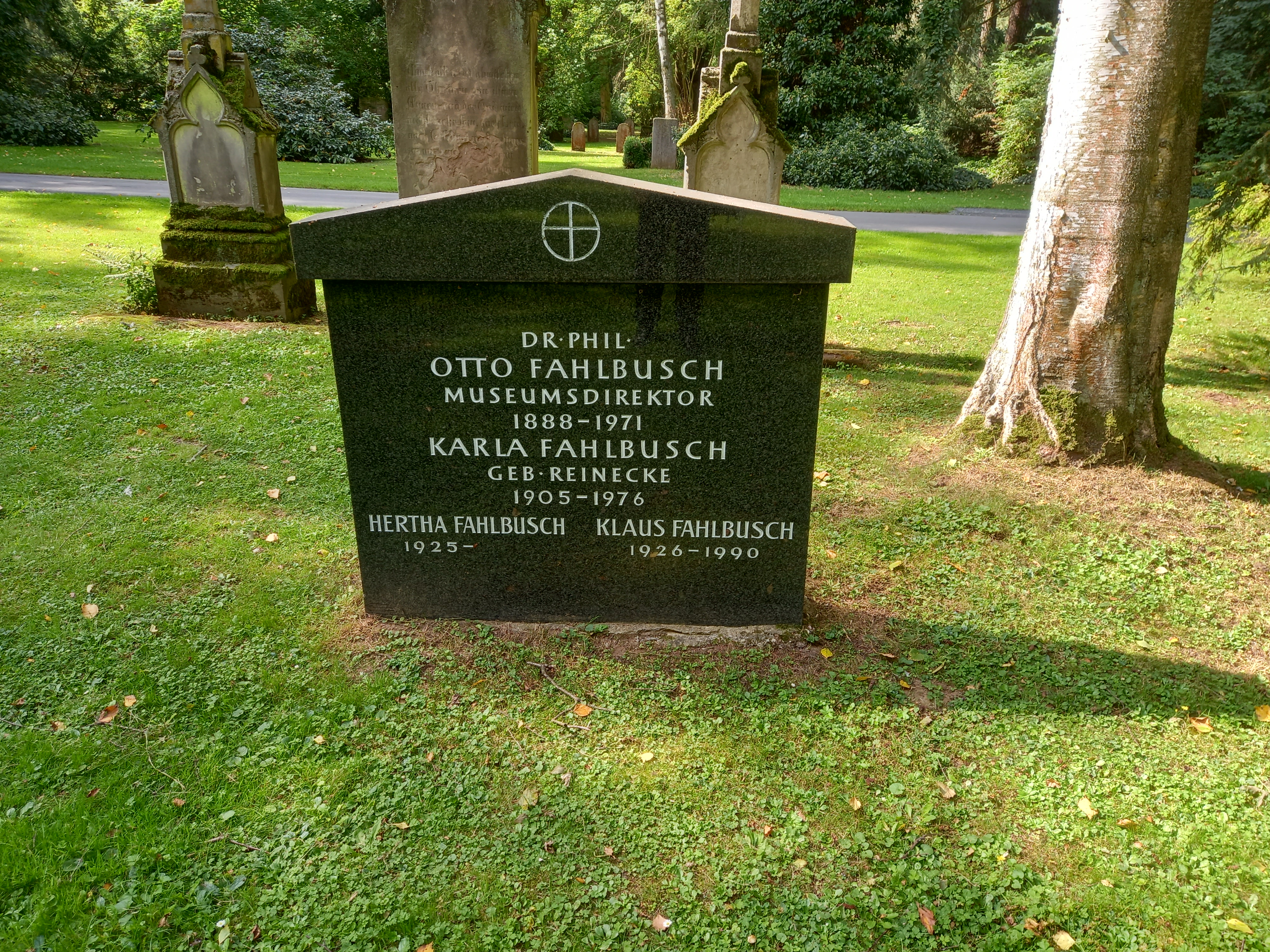
Grab von Otto Fahlbusch und Familienangehörigen auf dem Stadtfriedhof Göttingen

Otto Fahlbusch (* 14. Juni 1888 in Northeim; † 5. März 1971) war ein deutscher Lehrer, Heimatkundler, Historiker und Museumsdirektor.

## Leben und Wirken
Wilhelm Heinrich Otto Fahlbusch wurde am 14. Juni 1888 als Sohn des Brauereidirektors Otto Fahlbusch (1859–1944) und dessen Ehefrau Julchen Müller (* 1866) in Northeim geboren. Nachdem er 1907 das Abitur am Gymnasium Corvinianum in Northeim bestanden hatte, studierte er in München, Göttingen (bei Karl Brandi und Edward Schröder) sowie Berlin und legte im Februar 1913 in Göttingen die Lehramtsprüfung für Deutsch, Geschichte und Religion ab. Sein Seminar- und Probejahr absolvierte er 1913 bis 1915 am Realgymnasium in Einbeck. Am 21. Februar 1912 wurde er in Göttingen mit einer Arbeit über die Finanzverwaltung der Stadt Braunschweig im späten Mittelalter zum Dr. phil. promoviert. Nach dem Ersten Weltkrieg, an dem er als Unteroffizier teilnahm, war er zunächst als Studienassessor an der Realschule in Wilhelmsburg tätig, bevor er 1920 am Realgymnasium in Einbeck fest in den Schuldienst übernommen wurde. Dort betreute er nebenamtlich auch das damals noch private Einbecker Heimatmuseum. Im August 1936 wurde er als Lehrer ans Oberlyzeum Göttingen versetzt, um nach Wunsch des Göttinger Oberbürgermeisters Bruno Jung zugleich das Städtische Museum leiten zu können. Im März 1938 schied er endgültig aus dem Schuldienst aus. Otto Fahlbusch leitete das Museum bis zum Erreichen der Altersgrenze 1954 und war weit über die Pensionsgrenze hinaus bis 1967 zugleich ehrenamtlicher Kreisheimatpfleger und Kreisarchivpfleger des damaligen Landkreises Göttingen. Er starb 1971 im 83. Lebensjahr. 
Nach 2021 veröffentlichten Untersuchungen der Provenienzforscherin Saskia Johann muss Otto Fahlbusch für die Zeit des Nationalsozialismus „zweifelsfrei als ein Nutznießer des NS-Systems [gelten], der sich und das Museum, ohne Verantwortung zu übernehmen, am Schicksal der jüdischen Bevölkerung und anderer Bevölkerungsgruppen bereicherte“.
Fahlbusch war seit 1947 Mitglied in der Historischen Kommission für Niedersachsen. Die Vereinigung der südhannoverschen Heimatfreunde (heute Arbeitsgemeinschaft südniedersächsischer Heimatforschung) wurde von ihm mitbegründet und jahrelang geleitet. Er veröffentlichte zahlreiche Schriften zur Geschichte des alten Südhannover, dem Raum und der Landschaft zwischen Oberweser und Harz vom Sollingerwald bis zum Eichsfeld und hier vor allem zu Stadt und Landkreis Göttingen.
Otto Fahlbusch war seit 1924 mit der verwitweten Erna Schulze (1896–1940) aus Stadthagen verheiratet und hatte mindestens zwei Söhne (geboren 1926 und 1933).

## Ehrungen
- 1955: Verdienstkreuz am Bande der Bundesrepublik Deutschland

## Schriften (Auswahl)
- Die Finanzverwaltung der Stadt Braunschweig seit dem grossen Aufstand im Jahre 1374 bis zum Jahre 1425. Eine städtische Finanzreform im Mittelalter. (Diss.) Göttingen 1913. In erweiterter Bearbeitung erschienen in der Reihe Untersuchungen zur Deutschen Staats- und Rechtsgeschichte, Heft 116, Breslau 1913. (Neudruck: Scientia-Verlag, Aalen 1970, ISBN 978-3-511-04116-8)
- Die Topographie der Stadt Göttingen (= Studien und Vorarbeiten zum Historischen Atlas Niedersachsens, H. 21). Vandenhoeck & Ruprecht, Göttingen 1952.
- Der Landkreis Göttingen in seiner geschichtlichen, rechtlichen und wirtschaftlichen Entwicklung. Reise, Göttingen 1960.